# Извержение Везувия (картина Даля)
«Извержение Везувия» — картина норвежского художника Юхана Кристиана Даля.
В 1820 году Ю. К. Даль отправился в путешествие по Италии. После непродолжительного пребывания в Риме он приехал в Неаполь. Когда в декабре 1820 года произошло извержение Везувия, Даль был одним из первых, кто поднялся на гору, чтобы запечатлеть это событие. В качестве мотива он выбрал текущий поток лавы, языки огня и клубы дыма. За извержением наблюдают два человека, а на заднем плане видна красочная панорама с заливом и небом. Даль не пытался изобразить идеализированный южный пейзаж, а выбрал драматический сюжет с буйством природных сил.
Есть несколько версий картины «Извержение Везувия». Две (43×67,5 см, 1820 и 98,3×137,5 см, 1821) хранятся в Государственном музее искусств в Копенгагене, одна (43 x 67,5 см, 1826) — в Штеделевском художественном институте во Франкфурте-на-Майне, и ещё одна (93×138 см, 1823) — в Национальной галерее в Осло.
Даль также написал несколько похожих картин Везувия и Неаполитанского залива, например, «Вид Везувия с виллы Квисисана» (1820) хранится в Национальном музее Швеции и «Неаполитанский залив в лунном свете и Везувий при извержении» (1821) — в Музее Торвальдсена в Копенгагене.